# Пильницкая декларация

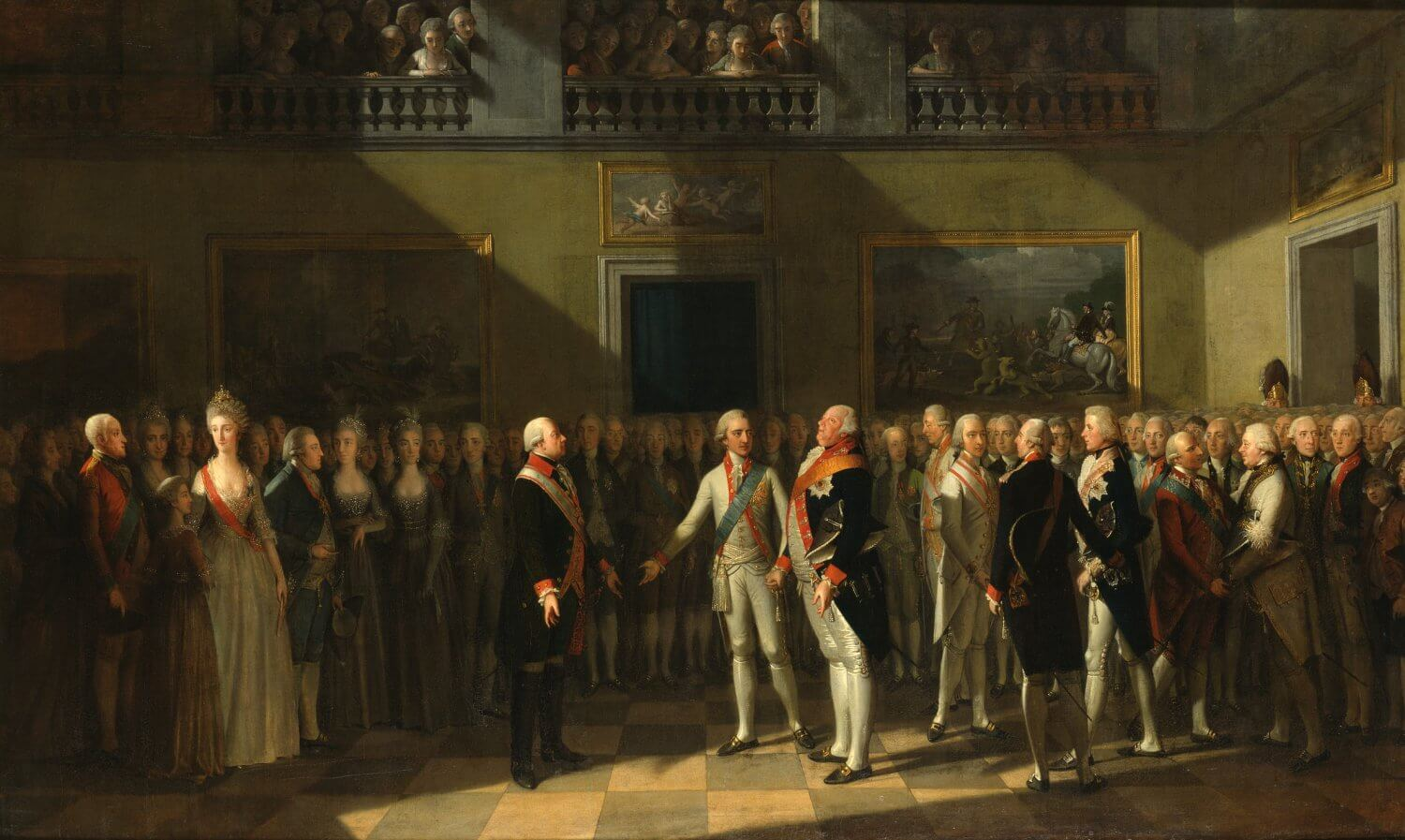
Встреча в Пильницком замке. Картина маслом Й. Х. Шмидта, 1791.

Пильницкая декларация (нем. Pillnitzer Deklaration) — документ, подписанный 27 августа 1791 года в саксонском замке Пильниц, ставший основой австро-прусского союзного договора (февраль 1792) и объединения европейских монархов против французской революции.
После ареста 21 июня 1791 года короля Людовика XVI начались переговоры между великими державами. 25 августа 1791 г. император Леопольд II прибыл в Пильниц, летнюю резиденцию саксонских курфюрстов. В то же время туда явился и прусский король Фридрих-Вильгельм II, а 26 августа в замок приехал граф д’Артуа (будущий Карл X) с дипломатами и эмигрантами, в числе которых были Конде, Калонн, Полиньяк, Буйе.
Граф д’Артуа предложил, чтобы монархи обнародовали манифест к французам с протестом против мятежного национального собрания и против всех решений, на которые был вынужден согласиться король. Регентом предполагалось назначить графа Прованского (будущий Людовик XVIII); принцам должна была быть облегчена возможность вербовки войск в пределах империи. В случае покушения на жизнь короля жителям Парижа следовало пригрозить жесточайшими казнями, а самому Парижу — разрушением. Монархи отнеслись осторожно к требованиям графа д’Артуа.
Чтобы избавиться от надоедливых эмигрантов, решено было созвать конференцию для обсуждения манифеста. 27 августа состоялась конференция, в которой участвовали со стороны графа д’Артуа — Калонн, со стороны императора — Шпильман, со стороны короля прусского — Бишофсвердер. Составленная ими декларация была подписана королём и императором.
Они заявляли, что считают положение короля Франции делом общего интереса для всех европейских государей, и выражали надежду, «что державы не откажутся употребить, вместе с императором и королём, самые действительные средства, соразмерно своим силам, чтобы дать возможность королю Франции совершенно свободно укрепить основы монархического правления, одинаково соответствующие правам государей и благосостоянию Франции». Император и король — говорилось дальше — решили действовать безотлагательно и по общему согласию, в видах достижения общей цели. В ожидании этого они отдадут войскам приказания быть готовыми к действию.

Согласно ЭСБЕ:

В этой декларации ярко обнаружились отличительные черты положения Европы: неуверенность и неустройство. Угрожающая и робкая в одно и то же время, П. декларация была туманна, двусмысленна и лишена всякого практического значения. Она не устрашила, а только раздражила Францию. Революционеры видели в ней доказательство измены со стороны двора, его сношений с эмигрантами и иностранными державами. Эмигранты лишь ухудшили положение короля и своё собственное.